# Handbuch für Brücke und Kartenhaus
Das Handbuch für Brücke und Kartenhaus (früher: Für Brücke und Kartenhaus) ist eine Publikation, die jährlich vom deutschen Bundesamt für Seeschifffahrt und Hydrographie (BSH) herausgegeben wird. Sie dient als Ratgeber und Informationsquelle für die sichere Schiffsführung in Ergänzung der Seekarten und Seehandbücher. Das Handbuch erscheint seit 1955, seit 2007 liegt eine CD bei. Das Handbuch zählt zu den amtlichen Seebüchern, die von bestimmten Schiffs-Kategorien mitgeführt werden müssen.